# 50 Cent
Curtis James Jackson (Queens, Nueva York, 6 de julio de 1975), más conocido por su nombre artístico 50 Cent, es un rapero y actor estadounidense. Alcanzó la fama mundial con el lanzamiento de sus álbumes Get Rich or Die Tryin' (2003) y The Massacre (2005), ambos de ellos logrando éxito multiplatino. Get Rich or Die Tryin’ logró ser más de diez veces platino y The Massacre más de catorce veces platino en todo el mundo los cuales están entre los primeros cincuenta mejores álbumes de la década de 2000 según la revista Billboard. 
Tras dejar el tráfico de drogas para comenzar su carrera como rapero, fue víctima de un tiroteo en el que recibió el impacto de nueve balas durante un incidente en 2000. Después de lanzar su álbum Guess Who's Back? en 2002, Jackson fue redescubierto (dado que su primera aparición como MC fue en React del álbum Shut ‘em Down de Onyx en el 98) por el rapero Eminem y firmó con Interscope Records. Con la ayuda de Eminem y Dr. Dre, produjo su primer éxito comercial importante. Jackson se convirtió en uno de los raperos más destacados del mundo en cuanto a ventas. En 2003, fundó el sello discográfico G-Unit Records, que firmó a varios raperos de éxito mundial como Lloyd Banks y Tony Yayo.
Jackson también se ha dado a conocer por disputas con otros cantantes de rap como Ja Rule, Nas, Fat Joe, Jadakiss, Cam'ron, Diddy, Rick Ross, y los exmiembros de G-Unit, The Game y Young Buck. También ha desarrollado una carrera como actor, apareciendo en la película semiautobiográfica Get Rich or Die Tryin' en 2005, Home of the Brave (película sobre la guerra de Irak) en 2006, y Righteous Kill en 2008, entre otras. 50 Cent se ubicó como el sexto mejor artista de la década de 2000 según la revista Billboard. La revista también lo ubicó como el cuarto artista masculino más popular y como el tercer mejor rapero de la década por detrás de Eminem y Nelly. La revista Billboard también lo ubicó como el sexto mejor y más exitoso artista del Hot 100 de la década de 2000 y el artista de rap número uno de la década de 2000. Billboard clasificó su disco Get Rich or Die Tryin en el número 12 como el mejor álbum de la década de 2000 y su álbum The Massacre en el número 37. El 20 de febrero de 2014, 50 Cent abandonó Interscope Records, Shady Records y Aftermath Entertainment después de una unión de doce años. Finalmente él y su sello G-Unit Records firmaron un acuerdo de distribución con Caroline Records y un contrato de grabación con Capitol Records para ponerle fecha a su quinto álbum de estudio Animal Ambition; su lanzamiento se hizo efectivo el 3 de junio de 2014.

## Biografía
Jackson nació en el distrito de Queens (Nueva York) y se crio en su barrio residencial de South Jamaica. Su madre, Sabrina Jackson, lo tuvo a la edad de 15 años, su padre decidió abandonarla apenas supo del embarazo dejando así a Curtis (50 Cent) sin figura paterna. Su madre fue asesinada cuando Curtis tenía solamente 8 años de edad.
En los años 1980, durante la epidemia del crack, Curtis (50 Cent) comenzó con el tráfico del mismo bajo el sobrenombre de BooBoo. 50 Cent con 8 años ya estaba relacionado con drogas y armas, y ya a los 15 años de edad fue arrestado por posesión ilegal de estupefacientes. Por esa época empezó también a flirtear con el boxeo y aunque fue arrestado varias veces más se retiró a los 18 con suficiente dinero como para comprarse un Mercedes. Después de recapacitar, dejó el tráfico de drogas para comenzar con lo que fue su verdadera pasión, el hip hop.

## Carrera musical

### 1996–1999: Inicios de su carrera

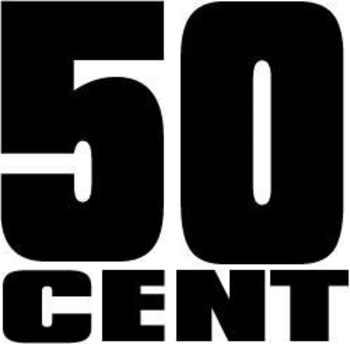
Logo de 50 Cent.

Jackson comenzó a rapear en el sótano de un amigo, el que usó para practicar. En 1996, un amigo lo presentó a Jam Master Jay de Run-DMC que estaba organizando su sello Jam Master Jay Records. Jay le enseñó cómo poder contar los compases, escribir los coros, estructurar las canciones, y hacer los registros. La primera aparición oficial de Jackson fue en una canción titulada "React" con el grupo Onyx en su álbum de 1998 Shut 'Em Down. Se acreditarán Jam Master Jay, como una influencia que le ayudó a mejorar su capacidad de escribir ganchos. Jay había producido el primer álbum de Jackson, sin embargo, nunca fue lanzado. En 1999, después de salir de Jam Master Jay, debido a las ventas de platino, productores de Trackmasters tomaron nota de Jackson, quien luego firmó para Columbia Records. Le enviaron a un estudio en el norte de Nueva York, donde se produjeron treinta y seis canciones en dos semanas. Dieciocho fueron incluidas en su álbum de lanzamiento no oficial, The Power of the Dollar de 2000 cuya publicación es continuamente aplazada (y al final cancelada).
La popularidad de Jackson comenzó a aumentar después del exitoso pero también polémico sencillo, underground "How to Rob", que escribió en media hora, mientras que iba en un auto en el camino a un estudio. Explicó el razonamiento detrás del contenido de las canciones como: "No hay un centenar de artistas en dicha etiqueta, tienes que separarte de ese grupo y hacer referencia a ti mismo". Raperos como Jay-Z, Kurupt, Sticky Fingaz, Big Pun, DMX, Wyclef Jean, Wu-Tang Clan respondieron a la canción, Nas que recibió el tema de manera positiva, invitó a Jackson a viajar en una gira promocional de su álbum Nastradamus. La canción fue destinada a ser lanzada como sencillo del álbum junto con "Thug Love" la cual cuenta con la participación de las Destiny's Child, pero dos días antes del momento previsto para la grabación del video de "Thug Love", Jackson fue baleado y confinado a un hospital debido a sus lesiones.

### 2000–2001: Los nueve disparos
El 24 de mayo de 2000, Jackson fue atacado por Darryl "Hommo" Baum, fuera de la antigua casa de su abuela en South Jamaica (el Table Dance del Tío Joe), Queens. Se fue al coche de un amigo, pero regresó a la casa a buscar unas joyas. Su hijo estaba en la casa mientras que su abuela estaba en el patio delantero. Al regresar al asiento trasero del coche, otro automóvil se detuvo cerca. Un asaltante se acercó al lado izquierdo de Jackson con una pistola 9 milímetros y disparó nueve tiros a quemarropa. Le dispararon nueve veces: en la mano (una bala golpeó el pulgar derecho y salió de su dedo meñique), el brazo, la cadera, ambas piernas, pecho y mejilla izquierda. La herida de la cara dio lugar a una inflamación de la lengua, la pérdida de una muela, y una mancha pequeña en su voz que la hizo más grave. Su amigo también sufrió una herida de bala en la mano. Baum, el presunto agresor, murió tres semanas después. Baum fue también amigo de Mike Tyson y su guardaespaldas.
Jackson recordó el incidente diciendo: "Esto sucede tan rápido que ni siquiera tienes la oportunidad de disparar de nuevo... me daba miedo todo el tiempo... yo estaba buscando en el espejo retrovisor, 'Oh mierda, alguien me disparó en la cara! Arde, arde, arde". En su autobiografía, From Pieces to Weight: Once Upon a Time in Southside Queens, Jackson relata, "Después de haber sido disparado nueve veces y no morir, me puse a pensar que debo tener un propósito en la vida... ¿Cuánto daños más podría haber hecho Shell? Una pulgada más cerca y me habría ido". Utilizó un andador durante las primeras seis semanas y estuvo recuperado totalmente después de cinco meses. Cuando salió del hospital, se quedó en los Poconos, con su entonces novia y su hijo. Su régimen de entrenamiento le ayudó a alcanzar su físico reconocido mundialmente, 50 había vuelto rehabilitado totalmente, en vez de haber sido al contrario.
Mientras que en el hospital, Jackson firmó un acuerdo de publicación con Columbia Records. Sin embargo, fue expulsado del sello e incluido en la "lista negra" de la industria de la grabación por su canción "Ghetto Qu' Ran" ("Corán del gueto"). No pudo encontrar un estudio para trabajar en Estados Unidos, por lo que viajó a Canadá. Junto con su socio y mánager Sha Money XL, grabó más de treinta canciones para mixtapes (50 Is the Future, No Mercy, No Fear y God's Plan) el cual distribuiría por las calles de Nueva York de manera clandestina junto con su grupo G-Unit, con el propósito de forjar una reputación y conseguir dinero para la producción de su nuevo LP. La popularidad de Jackson aumentó y en 2002, lanzó su material de forma independiente y legal llamado Guess Who's Back? el cual era un disco recopilatorio que tenía tanto temas de The Power of the Dollar como temas inéditos bajo el sello de Full Clip Records. Empezando a atraer el interés, y ahora con el respaldo de G-Unit, 50 siguió haciendo canciones.

### 2002–2009: Ascenso a la fama
En el 2002, Eminem escuchó una copia de Guess Who's Back?. Recibió el CD a través del abogado de 50 Cent, que estaba trabajando con el gerente de Eminem, Paul Rosenberg. Impresionado con el álbum, Eminem invitó a Jackson a volar a Los Ángeles, donde fue presentado a Dr. Dre. Después de firmar un contrato de un millón de dólares con Shady Records (Eminem) y con Aftermath Entertainment (Dr. Dre), con el apoyo de sus nuevas dos casas disqueras Jackson lanzó el mixtape, No Mercy, No Fear el cual incluía la pista "Wanksta", que fue puesta por Eminem en la banda sonora de 8 Mile.
En febrero de 2003, Jackson lanzó su álbum debut comercial, Get Rich or Die Tryin'. Allmusic lo describió como "Probablemente el mejor álbum debut promocionado por un artista de rap en una década". Rolling Stone señaló el álbum por sus "surcos oscuros sintetizados, teclados Buzzy y un rebote persistente funky" con Jackson complementando la producción en una "serena y relajada fluidez". Debutó en el número uno en el Billboard 200, vendiendo 872 000 copias en los primeros cuatro días. El tema principal o primer sencillo, "In da Club", fue considerada la número 18 de las 100 mejores canciones de hip hop de todos los tiempos de VH1. También rompió el récord de Billboard como la canción más escuchada en la historia de la radio en una semana.

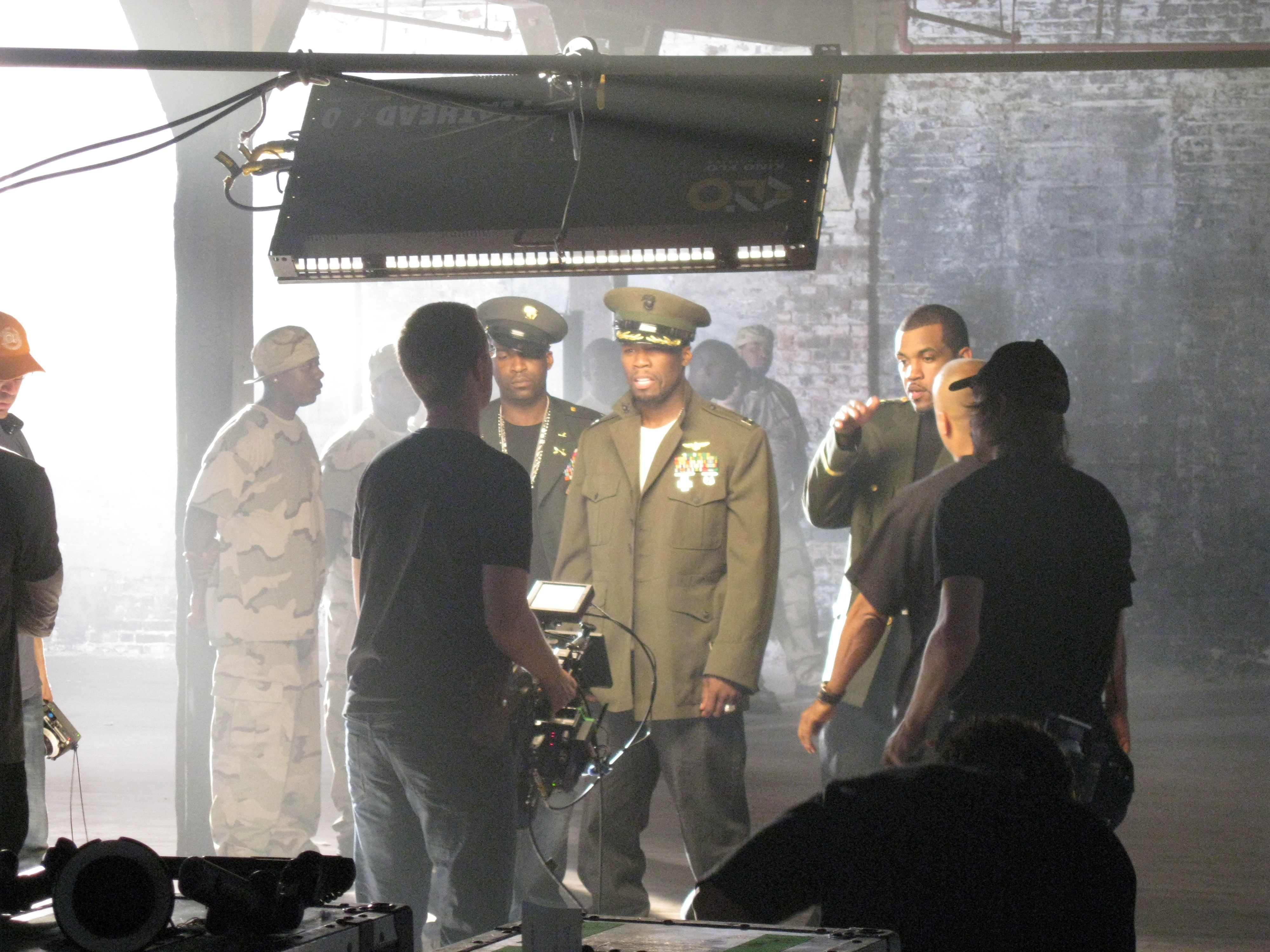
G-Unit en el rodaje del videoclip "Rider Pt. 2".

Interscope concedía a Jackson su propio sello, G-Unit Records en 2003. Firmó a Lloyd Banks, Tony Yayo y Young Buck como miembros establecidos de G-Unit. The Game se firmó más tarde en conjunto con Aftermath Entertainment de Dr. Dre.
En marzo de 2005, salió a la venta el segundo álbum comercial de Jackson, The Massacre, vendiendo 1.14 millones de copias en los primeros cuatro días, la más alta en un ciclo de ventas abreviado. Y alcanzó el número uno en el Billboard 200 durante seis semanas. Se convirtió en el primer artista en tener tres sencillos en el top 5 de Billboard en la misma semana con "Candy Shop", "Disco Inferno" y "Ho We Do". Rolling Stone señaló que "El arma secreta de 50 es su forma de cantar la voz. Cantara el tenor engañosamente aficionados de sonido que se despliega en casi todos los coros".
Después de la salida de Game, Jackson firmó la cantante de R&B Olivia y a los veteranos del rap Mobb Deep a las filas de G-Unit Records. Spider Loc, MOP, 40 Glocc y Young Hot Rod más tarde se unieron al sello. Jackson expresó su interés en trabajar con los raperos fuera de G-Unit, tales como Lil 'Scrappy de BME, LL Cool J de Def Jam, Mase de Bad Boy, y Freeway de Roc-A-Fella, con algunos de los cuales grabó.
En septiembre de 2007 lanzó su tercer álbum de estudio, Curtis, que fue inspirado por su vida antes del Get Rich or Die Tryin'. Debutó en el número 2 en el Billboard 200, vendiendo 691.000 unidades en la primera semana, detrás de Graduation de Kanye West, con quien tuvo una competencia de ventas, ya que los dos álbumes fueron puestos en libertad el mismo día. A pesar de que el disco de Kanye West vendió más de 900 mil copias, 50 Cent lo supera internacionalmente con 3 000 000 de copias en la primera semana.
El 18 de mayo de 2009, Jackson lanzó una canción titulada "OK, You're Right" producida por Dr. Dre y se incluyó en Before I Self Destruct como primer sencillo oficial del álbum. En el otoño de 2009, 50 Cent apareció en la nueva temporada de VH1 Behind the Music. El 3 de septiembre de 2009, meses tras la publicación de su álbum Before I Self Destruct, 50 Cent publicó un videoclip para el Soundkillers Phoenix llamado "Flight 187", que presentó en su mixtape, The 50th LAW, y también fue ofrecido como un bonus track en su versión de iTunes de Before I Self Destruct. La canción encendió las especulaciones de que había tensión entre el rapero 50 Cent y Jay-Z por los comentarios de Jackson en la canción.
En una entrevista con el sitio web de entretenimiento británico Contactmusic, 50 Cent anunció que estaba trabajando en un álbum dance llamado Black Magic. 50 Cent dijo que se inspiró en las discotecas europeas. "En primer lugar se jugó el hip hop que de repente cambió de canciones uptempo, conocido como eurodance". Fue en el The Invitation Tour en el verano de 2010, en apoyo del álbum Before I Self Destruct. "He grabado veinte canciones para un álbum de concepto totalmente diferente", antes de dar la noticia de poner a un lado el álbum Black Magic.

### 2010-2018

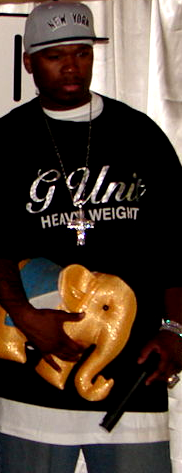
50 Cent en 2006.

50 Cent reveló que quería que su nuevo álbum tuviera la misma "agresión" en su disco debut, Get Rich or Die Tryin'. Más tarde escribió en Twitter que el álbum esta "en un 80 por ciento culminado", y afirmó que los fanáticos pueden esperar del álbum en el verano de 2011, sin embargo, el álbum se ha retrasado hasta 2012 como muy pronto, debido a las tensiones y desacuerdos en Interscope Records, después de que 50 Cent dijo que lanzará su álbum en noviembre de 2011. También se ha confirmado que Black Magic no será el título del álbum. 50 Cent ya ha confirmado que Eminem aparecerá en el álbum, pero también confirmó que ha estado trabajando con nuevos productores como Boi-1da y Alex Da Kid. Cardiak, quien también produjo "Start It Up" de Lloyd Banks, también confirmó que se había producido una canción para el próximo álbum.
50 Cent lanzó la primera canción de su quinto álbum de estudio, titulada "Outlaw", a la Internet el 16 de junio de 2011. El sencillo fue producido por Cardiak. Fue lanzado en iTunes el 19 de julio de 2011, aunque 50 Cent confirmó a través de su cuenta de Twitter que la canción no fue el primer sencillo del álbum. 50 Cent está listo para lanzar un libro titulado Playground. A diferencia de sus esfuerzos literarios anteriores —que se centran en la historia de su vida y las reglas del poder— en esta ocasión está destinado a un público adolescente con una novela semiautobiográfica acerca de la intimidación. De acuerdo con un comunicado de la editorial del libro, la novela en primera persona que verá la luz en enero de 2012 y contará la historia de un matón o bully de la escuela de 13 años de edad "que encuentra la redención mientras se enfrenta a lo que ha hecho".
50 Cent se ha comprometido a entregar su quinto álbum de estudio en los últimos años, pero el LP se puede retrasar hasta el 2012. En una serie de tuits, Jackson ha explicado que él y su sello discográfico Interscope no están en la misma página sobre la manera de lanzar el álbum y que está retrasando su lanzamiento. 50 Cent más tarde sugirió que su álbum se lanzará en noviembre de 2011, junto con su línea de auriculares SMS by 50.
50 Cent habló con MTV en relación con la posibilidad de salir de Interscope Records. "No sé", dijo 50 a MTV News, cuando se le preguntó si la firmaría de nuevo con Interscope una vez que su cinco quinto disco fuera lanzado. "Es todo quedará más claro en las negociaciones en pos de mí convirtiendo este álbum real. Y, por supuesto, el rendimiento y la forma en que realmente tratan el trabajo determinará si todavía deseo permanecer en esa posición o no". El 20 de junio de 2011, 50 Cent anunció que lanzará un LP titulado Before I Self Destruct II. La secuela a su LP el 2009 se sugiere que se publicará después de su quinto álbum de estudio.
50 Cent habló con Shade45 en apariciones especiales con relación a su quinto álbum de estudio. "Yo tenía cuatro canciones en Detroit con Eminem. Hice dos con el productor Just Blaze, un conjunto Boi-1da, y yo hice algo con Alex Da Kid. Hicimos dos que son individuales definidas y los otros dos son los tipos de registros que estado haciendo, más dirigida a mi audiencia principal, más agresivo, más de un tipo diferente de energía a la misma".
En septiembre de 2011, 50 Cent lanzó una canción titulada "Street King Energy Track # 7" en un intento por promover su bebida energética Street King. Siguió sacando temas como este conocidos como freestyle sobre Street King los cuales fueron recopilados en un solo mixtape llamado Street King Energy 2011.
En diciembre de 2011, 50 Cent prometió a sus seguidores por medio de la red social Twitter que subirá un vídeo musical por cada canción del mixtape The Big 10, un mixtape gratuito que se puede descargar a través de su página oficial de Facebook.
El 20 de marzo de 2012, 50 Cent afirmó a través de su cuenta oficial de Twitter de que su próximo álbum saldrá el 3 de julio de 2012 y aclaró que está trabajando con DJ Drama en un nuevo mixtape de la serie Gangsta Grillz, titulado The Lost Tape el cual será lanzado el 15 de mayo de 2012 como antesala de lo que sería su quinto álbum de estudio 5 (Murder by Numbers) el cual terminó siendo un EP gratis lanzado a través de la página oficial de 50. Este EP cuenta con la colaboración de raperos como Snoop Dogg con el cual ya se había presentado recientemente en la primera semana del Festival de Música Coachella 2012 reconocido por la aparición del famoso holograma del fallecido rapero Tupac y por ser un concierto que reunió raperos de la talla de Dr. Dre, Eminem, Snoop Dogg, 50 Cent, Wiz Khalifa, Kendrick Lamar entre otros, juntos en tarima, y las nuevas adiciones de G-Unit, Precious Paris y Kidd Kidd.
Luego del fallido intento de lanzar 5 (Murder by Numbers) como su quinto álbum de estudio y de haber promocionado lo suficiente su línea de auriculares SMS Audio, 50 se dedicó a rehacer su álbum bajo un nuevo nombre y formato, Street King Immortal, el cual fue pautado para ser lanzado el 13 de noviembre de 2012 pero fue aplazado para enero de 2013. Este álbum ya cuenta con dos sencillos, el primero llamado "New Day" el cual es una colaboración junto a Dr. Dre y Alicia Keys, y el segundo titulado "First Date" junto a Too $hort el cual ya cuenta con un vídeo musical. Street King Immortal cuenta con la producción de Alex Da Kid, Bangladés, Boi-1da, Cardiak, DJ Felli Fel, Drumma Boy, Hit-Boy, J.U.S.T.I.C.E. League, Jake One, Jim Jonsin, Just Blaze, Symbolyc One entre otros productores. Ya se han confirmado colaboraciones tales como "My Life" junto con Eminem y Adam Levine de Maroon 5, y la aparición de artistas de la talla de Chris Brown, Dr. Dre, Wiz Khalifa entre otros. El 20 de enero de 2013, "My Life" debutó número dos en el Reino Unido, detrás de "Scream & Shout" de will.i.am y Britney Spears, pese a que los pronósticos de OCC habían sostenido que sería el primer número uno del rapero en el estado británico.
El 20 de febrero de 2014, 50 Cent abandonó Interscope Records, Shady Records y Aftermath Entertainment después de una unión de doce años, finalmente el y su sello G-Unit Records firmaron un acuerdo de distribución con Caroline Records y un contrato de grabación con Capitol Records para ponerle fecha a su quinto álbum de estudio Animal Ambition; su lanzamiento está previsto para el 3 de junio de 2014. Este álbum cuenta con los sencillos "Smoke" producido por Dr. Dre, y "Don't Worry About It". Anteriormente lanzó el tema "The Funeral" acompañado de un vídeo musical del mismo.

## Colaboraciones
| Artista(s)                                       | Canción | Álbum                                                   | Año  |
| ------------------------------------------------ | --- | ------------------------------------------------------- | ---- |
| Eminem y Obie Trice                              | Love Me | 8 Mile Soundtrack                                       | 2002 |
| D12 (grupo)                                      | Rap Game | 8 Mile Soundtrack                                       | 2002 |
| Nas (rapero) y Nature (rapero)                   | Too Hot | Young Noble and JT The Bigga Figga Present: Street Warz | 2002 |
| Missy Elliot                                     | Work It - Remix                                                                                               | Under Construction                                      | 2002 |
| Eminem                                           | Patiently Waiting                                                                                             | Get Rich Or Die Tryin'                                  | 2003 |
| Young Buck                                       | Blood Hound                                                                                                   | Get Rich Or Die Tryin'                                  | 2003 |
| Tony Yayo                                        | Like My Style                                                                                                 | Get Rich Or Die Tryin'                                  | 2003 |
| Nate Dogg                                        | 21 Questions                                                                                                  | Get Rich Or Die Tryin'                                  | 2003 |
| Eminem y Lloyd Banks                             | Don't Push Me                                                                                                 | Get Rich Or Die Tryin'                                  | 2003 |
| Snoop Dogg                                       | P.I.M.P. - Remix                                                                                              | Get Rich Or Die Tryin'                                  | 2003 |
| Obie Trice, Eminem y Lloyd Banks                 | We All Die One Day                                                                                            | Cheers                                                  | 2003 |
| DMX y Styles P                                   | Shot Down | Grand Champ                                             | 2003 |
| 2Pac, Lloyd Banks y Young Buck                   | Loyal To The Game                                                                                             | Loyal To The Game                                       | 2004 |
| Snoop Dogg                                       | Oh No | R&G (Rhythm & Gangsta)                                  | 2004 |
| Eminem y Nate Dogg                               | Never Enough                                                                                                  | Encore                                                  | 2004 |
| Eminem, Obie Trice y Stat Quo                    | Spend Some Time                                                                                               | Encore                                                  | 2004 |
| The Notorious B.I.G., Lloyd Banks y Busta Rhymes | Victory |                                                         | 2004 |
| Eminem                                           | GATman and Robbin                                                                                             | The Massacre                                            | 2005 |
| Olivia                                           | Candy Shop | The Massacre                                            | 2005 |
| Tony Yayo                                        | My Toy Soldier                                                                                                | The Massacre                                            | 2005 |
| Jamie Foxx                                       | Build You Up                                                                                                  | The Massacre                                            | 2005 |
| Olivia                                           | So Amazing | The Massacre                                            | 2005 |
| The Game (rapero)                                | Westside Story, Hate It Or Love It, How We Do                                                                 | The Documentary                                         | 2005 |
| Mobb Deep                                        | Outta Control - Remix                                                                                         |                                                         | 2005 |
| Mobb Deep                                        | Creep, Pearly Gates, The Infamous, Have A Party (con Nate Dogg), It's Alright (con Mary J Blige)              | Blood Money                                             | 2006 |
| Eminem                                           | The Re-Up, You Don't Know (con Lloyd Banks y Ca$his), Jimmy Crack Corn                                        | Eminem Presents The Re-Up                               | 2006 |
| Justin Timberlake                                | Sexy Ladies - Remix                                                                                           | FutureSex / LoveSounds                                  | 2006 |
| Akon                                             | I'll Still Kill                                                                                               | Curtis                                                  | 2007 |
| Justin Timberlake y Timbaland                    | Ayo Technology                                                                                                | Curtis                                                  | 2007 |
| Robin Thicke                                     | Follow My Lead                                                                                                | Curtis                                                  | 2007 |
| Eminem                                           | Peep Show | Curtis                                                  | 2007 |
| Young Buck y Nicole Scherzinger                  | Fire | Curtis                                                  | 2007 |
| Mary J Blige                                     | All Of Me | Curtis                                                  | 2007 |
| Tony Yayo                                        | Touch The Sky                                                                                                 | Curtis                                                  | 2007 |
| Akon                                             | Still Will |                                                         | 2007 |
| Wisin & Yandel                                   | Mujeres In The Club                                                                                           | La Revolución                                           | 2009 |
| Eminem                                           | Psycho | Before I Self Destruct                                  | 2009 |
| R. Kelly                                         | Could've Been You                                                                                             | Before I Self Destruct                                  | 2009 |
| Eminem y Dr. Dre                                 | Crack A Bottle                                                                                                | Relapse                                                 | 2009 |
| Jeremih                                          | Down On Me | All About You                                           | 2010 |
| Wisin & Yandel y T-Pain                          | No Dejemos Que Se Apague                                                                                      | Los Vaqueros, El Regreso                                | 2010 |
| Busta Rhymes                                     | I'm Loco | Before Extinction Level Event 2                         | 2011 |
| Chief Keef y Wiz Khalifa                         | Hate Bein' Sober                                                                                              | Finally Rich                                            | 2012 |
| Dr. Dre y Alicia Keys                            | New Day |                                                         | 2012 |
| Eminem y Adam Levine                             | My Life |                                                         | 2012 |
| Snoop Dogg y Jeezy                               | Major Distribution                                                                                            |                                                         | 2013 |
| J. Cole y Bas                                    | New York Times                                                                                                | Born Sinner                                             | 2013 |
| Kendrick Lamar                                   | We Up |                                                         | 2013 |
| Yo Gotti                                         | Don't Worry Bout It                                                                                           | Animal Ambition: An Untamed Desire To Win               | 2014 |
| Trey Songz                                       | Smoke | Animal Ambition: An Untamed Desire To Win               | 2014 |
| Kidd Kidd                                        | Everytime I Come Around, Irregular Heartbeat (con Jadakiss), Chase The Paper (con Prodigy (rapero), Styles P) | Animal Ambition: An Untamed Desire To Win               | 2014 |
| Mr. Probz                                        | Twisted | Animal Ambition: An Untamed Desire To Win               | 2014 |
| Guordan Banks                                    | Winners Circle                                                                                                | Animal Ambition: An Untamed Desire To Win               | 2014 |
| Jeremih, T.I. y 2 Chainz                         | Get Low |                                                         | 2015 |
| Chris Brown (cantante) y Tyga                    | I Bet | Fan Of A Fan The Album                                  | 2015 |
| Chris Brown (cantante)                           | No Romeo, No Juliet                                                                                           |                                                         | 2016 |
| Jeremih                                          | Still Think I'm Nothing                                                                                       |                                                         | 2017 |
| Abraham Mateo y Austin Mahone                    | Háblame Bajito                                                                                                |                                                         | 2017 |
| PnB Rock                                         | Crazy |                                                         | 2018 |
| Ed Sheeran y Eminem                              | Remember The Name                                                                                             | n.º 6 Collaborations Project                            | 2019 |
| NLE Choppa y Rileyy Lanez                        | Part Of The Game                                                                                              |                                                         | 2020 |
| Pop Smoke y Roddy Ricch                          | The Woo | Shoot For The Stars Aim For The Moon                    | 2020 |
| Lil Durk y Jeremih                               | Power Powder Respect                                                                                          |                                                         | 2022 |
| Eladio Carrion                                   | Si Salimos | 3men2 Kbrn                                              | 2023 |
| Nas (rapero)                                     | Office Hours                                                                                                  | Magic 2                                                 | 2023 |

## Otros proyectos
Jackson se ha establecido en una variedad de campos. En noviembre de 2003, firmó un período de cinco años con Reebok a distribuir un G-Unit Sneakers su marca personal de la línea como parte de su G-Unit Clothing Company. Lanzó el videojuego, 50 Cent: Bulletproof, que fue lanzado para PlayStation 2, Xbox y la PlayStation Portable. Su secuela de 50 Cent: Blood on the Sand, fue lanzado a principios de 2009. Trabajó con Glacéau para crear una bebida a base de agua enriquecida de vitamina llamada Formula 50. En 2007, Coca-Cola compra Glacéau en. 4,1 mil millones de Dólares. Forbes estimó que Jackson posee una participación en la empresa, ganó 100 millones de dólares del acuerdo limpios de impuestos. Se ha asociado con la derecha a la Guardia inició un aerosol corporal llamado Pure 50 RGX Body Spray y una línea de preservativos denominada Magic Stick Condoms, en la que tenía previsto donar parte de los ingresos a la concienciación del VIH. Jackson ha firmado un acuerdo de varios años con Sports Steiner para vender sus objetos de interés.
En 2005, Jackson hizo un cameo en el episodio de Los Simpson "Pranksta Rap", en el que hace de la luz de sus problemas legales. El mismo año, protagonizó junto a Terrence Howard en la película semiautobiográfica Get Rich or Die Tryin'. Actuó en la película de 2006, Home of the Brave, como un soldado que regresa de la guerra de Irak, traumatizado después de matar a una mujer iraquí. Jackson trabajó en un papel como combatiente en una prisión estatal de Angola en Spectacular Regret junto Nicolas Cage, y actuó junto a Al Pacino y Robert De Niro en Righteous Kill de 2008, un thriller policial sobre la búsqueda de un asesino en serie. También fundó las empresas de producción de películas G-Unit Films en 2007 y Cheetah Vision en 2008. En agosto de 2007, Jackson anunció planes para lanzar una compañía de suplementos dietéticos en relación con su película Spectacular Regret.
En agosto de 2005, poco antes de aparecer en Get Rich or Die Tryin', Jackson publicó una autobiografía titulada From Pieces to Weight: Once Upon a Time in Southside Queens. En la misma, Jackson explora las fuerzas culturales y económicas que lo llevaron a vender cocaína y crack, los detalles de su actividad empresarial como un narcotraficante y luego como rapero, y reflexiona sobre su propio carácter y en la sociedad. El 4 de enero de 2007, Jackson lanzó su imprenta G-Unit Books en el edificio de Time Warner. También coescribió The Ski Mask Way, una novela sobre un pequeño traficante de drogas que intenta robar a sus empleadores, la cual se convirtió en una película. Jackson dijo que leyó The 33 Strategies of War de Robert Greene, y trabajó con el autor en un libro titulado The 50th Law, una toma urbana de Las 48 leyes del poder. En mayo de 2008, Jackson se unió al multimillonario Patrice Motsepe para forjar una sociedad conjunta de venta de 50 Cent-platino de marca.
Jackson inició un reality de MTV titulado 50 Cent: The Money and the Power, el concursante ganador obtuvo 100.000 dólares por parte de Jackson. El ganador de dicho programa fue Ryan Mayber.
El 8 de septiembre de 2009, publicó su libro The 50th Law.
En 2010, la empresa de películas de Jackson, Cheetah Vision, aterrizó 200 millones de dólares en financiamiento.

### Street King
En julio de 2011, 50 Cent reveló su iniciativa para proporcionar alimentos a millones de personas en África en 2016. 50 Cent se asoció con los socios de Pure Growth para lanzar una bebida energética de caridad llamada Street King que ayudará en la lucha contra el hambre en el mundo. Por cada compra de Street King, una porción de las ventas se destinarán a proporcionar una comida diaria a un niño más desfavorecido en todo el mundo. La asociación coincide con la declaración de la misión Fiddy de alimentación de millones de personas en África durante los próximos cinco años.
"50 Cent y yo compartimos una visión común: Para hacer frente a los problemas del mundo a través de modelos de negocio inteligente y sostenible", dijo Chris Clark, fundador y consejero delegado de Socios de Pure Growth. "Con el hambre endémica en África y el hambre que afligen a los niños en todo el mundo, necesitamos empresas socialmente responsables que afectan a un verdadero cambio ahora más que nunca".
50 de acuerdo, declaró: "Estoy inspirado por la visión de Clarke y enfoques innovadores para hacer frente a graves problemas. Es nuestra misión con Street King para cambiar realmente la vida de los niños de todo el mundo".

### SMS Audio
SMS Audio fue fundada en marzo de 2011 en Delaware, que luego se incorporan en Florida en agosto de 2011, por 50 Cent. El nombre se obtiene de la abreviatura de Studio Mastered Sound. Jackson comenzó a buscar una empresa que pudiera adquirir para cambiar de marca y hacerla suya. SMS adquirió KonoAudio en agosto de 2011 por un monto no revelado. Su fundador, Brian Nohe, se convirtió en el presidente de SMS Audio. Nohe era un exejecutivo de Gillette que fundó KonoAudio en 2007 debido a su interés personal en la música y equipos de gama alta de audio. Jackson y Brian Nohe trabajaron juntos en diseño de tres tipos de auriculares de gama alta que se publicaron a finales de 2011 y principios de 2012. En junio de 2012 los auriculares SMS se comercializaron a través de infocomerciales de QVC. En diciembre de 2011, Jackson anunció que la iniciativa Feeding America serviría 250 comidas a los estadounidenses que padecen hambre para cada auricular que se vende en el país desde el sitio web oficial de SMS Audio.

## Vida personal

### Familia
El 13 de octubre de 1996, Shaniqua Tompkins dio a luz a su hijo, Marquise Jackson. Tompkins demandó a Jackson por más de 50 millones de dólares, argumentando que él dijo que iba a cuidar de ella para el resto de su vida. La demanda, que incluye 15 reclamaciones fue desestimada más tarde por un juez, llamándola "una historia lamentable de una relación amorosa agraviada". En febrero de 2009, Tompkins y su abogado están considerando un recurso de casación. El nacimiento de su hijo cambió las perspectivas de Jackson en la vida: "Cuando mi hijo entró en mi vida, mis prioridades cambiaron, yo quería tener con él la relación que no tenía con mi padre". Dio crédito a su hijo por su inspiradora carrera y ser "la motivación para ir en una dirección diferente".

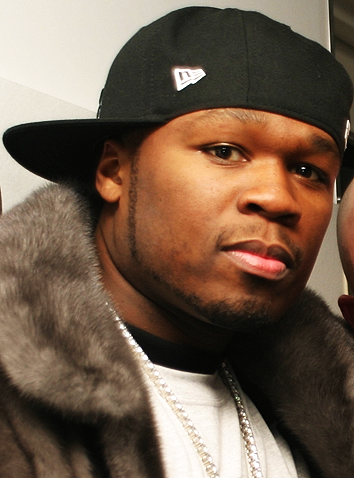
50 Cent en 2006.

Jackson tenía un tatuaje de un ángel en su hombro derecho y un hacha en el bíceps derecho con el nombre "Marquise" (su hijo) escrito en rojo a un lado. "El hacha es porque soy un guerrero. Aunque no quiero que él sea uno", explica Curtis. También tenía en la parte interna baja del mismo brazo el nombre de su madre "Sabrina" y abajo decía "Ghetto Angel" ("Ángel del gueto") y un gran dibujo de un ángel.
En su bíceps izquierdo tenía un dibujo con una corona y al centro un "50", en la parte interna del antebrazo del mismo lado tenía una cruz con una "D" y la palabra "God understands me" ("Dios me entiende").
En la parte exterior de su mano derecha tiene un pequeño tatuaje que decía "G-Unit" cerca del pulgar.
También tenía un gran "50" que cubría toda su espalda (dentro del número "5" tenía tatuado en la parte alta la palabra "Gangsta" y en la parte baja la frase "Cold World"), "Southside" en la parte de arriba y "G-Unit" inscrito en la parte baja. Acerca de los tatuajes de su espalda, Jackson alegó lo siguiente "yo soy un producto de ese medio ambiente. Es el peso que llevo sobre mi espalda, sin embargo, lo que es todo detrás de mí" este tatuaje en su espalda ha sido parodiado en la película Epic Movie con las mismas inscripciones excepto que cambiaron el "Southside" por "Westside".
Tenía también un grafiti tatuado en su abdomen con la inscripción "Love & Hate" en el lado derecho de la inscripción tenía un boceto con la cara de Jesucristo y en el lado derecho la cara de un demonio.
Y por último un tatuaje en el lado izquierdo de su cuello con la palabra "Beaulak".
Tras su carrera como actor tuvo que quitarse todos los tatuajes, a excepción del que está al lado izquierdo de su cuello.

### Política
En 2005, Jackson expresó su apoyo al presidente George W. Bush después de que el rapero Kanye West lo criticara por la lenta respuesta en la asistencia a las víctimas del huracán Katrina. Si sus condenas por delitos graves no le impidieran votar, según él, habría votado a favor de George W. Bush. Más tarde afirmó que Bush "tiene menos compasión que el ser humano promedio. De todos modos, yo no aspiro a ser como George Bush".

### Reconocimientos
El 12 de octubre de 2007, el alcalde de Bridgeport (Connecticut) declaró el "50 Cent Curtis Jackson Day" ("El día de 50 Cent"). Fue honrado con la llave de la ciudad y una proclamación oficial.
Uno de sus hogares en Nueva York, adquirido por 2,4 millones de dólares en enero de 2007, se incendió el 31 de mayo de 2008 mientras se encontraba fuera de la ciudad en el rodaje de una película en Luisiana, el cual centró un pleito entre Jackson y su exnovia Shaniqua Tompkins.
En diciembre de 2008 Jackson declaró a la prensa canadiense la pérdida de varios millones de dólares en el mercado de valores. También llegó a decir que había sido incapaz de vender su mansión de Connecticut y retrasó Before I Self Destruct tras la causa de la reciente recesión económica.
En noviembre de 2009, 50 Cent ganó el pleito que tuvo con Taco Bell sobre la cadena de comida rápida usando su nombre para promover la marca sin su permiso.
En 2009, Forbes reconoció a Jackson por su riqueza, colocándolo primero, por delante de Jay-Z en la industria del rap. Reside en Farmington (Connecticut), en la antigua mansión del exboxeador Mike Tyson. Se puso la mansión a la venta por 18.5 millones de dólares para acercarse a su hijo que vive en Long Island con su exnovia.
En 2011, 50 Cent publicó en su cuenta de Twitter una foto en la que aparece con 500.000 dólares en efectivo jugando con ellos y a la vez confirmaba que tiene una fortuna según Wall Street Journal de 600.000.000 de dólares.

### Relaciones de 50 Cent
En el 2003, 50 mantuvo una relación con la actriz Vivica A. Fox siendo inspiración para él en canciones tales como "I'm Really Hot", "Dreams" y "Get in My Car". Y la cual tiene un hijo en Ecuador. El breve romance entre mayo y diciembre terminó con una andanada de insultos y acusaciones fuertes entre los dos en la prensa.
En noviembre de 2009 se vieron de nuevo juntos para hacer el vídeo musical de la canción "Do You Think About Me" y se cree que es la pareja actual de 50, en el videoclip el rol que juega Fox es el de la exnovia de 50, ella camina en un restaurante y ve a 50 con su novia nueva, la actriz Tamala Jones, tras un ataque de nervios pincha los neumáticos de un Lamborghini Gallardo similar al de 50 y también se le ve haciendo vudú a un muñeco de 50, en este video se pueden ver fotos de 50 con Vivica cuando eran pareja incluso durante el MTV Video Music Awards de 2003.
En el 2005, durante la filmación de la película semiautobiográfica de 50 Get Rich or Die Tryin' se le ha visto relacionado emocionalmente con la actriz que hace el papel de su novia Joy Bryant, la que fuera novia de Usher.
Uno de los miembros del equipo de filmación ha sido el que ha desvelado este romance al diario New York Daily News, por una buena cantidad de dólares, suponemos. La pareja mantuvo su relación en secreto, tratan de evitarse cuando se encuentran en el set de filmación pero por lo visto, cuando llega la noche, se encuentran en la habitación de su hotel.
50 también sostuvo una relación amorosa con la cantante de R&B Ciara durante el 2008, publicaron unas fotos de estudio en las cuales el rapero sostiene a Ciara cargándola con las manos en el trasero de la cantante, 50 está sin playera, y la cantante con los senos desnudos (topless) y una tanga, en otra foto se muestra el trasero de Ciara en tanga, y las manos de 50 Cent con una sonrisa acariciando su trasero, en otra de las fotos salen besándose, y en la última salen ambos completamente desnudos, esta relación terminó por motivos desconocidos pero la cantante Ciara era anteriormente novia del rapero Bow Wow; esto provocaría que Bow "Weezy" insultara en una canción a 50 Cent. En 2013 Ciara se reunió con el rapero después de tantos años para hablar de negocios, ya que 50 Cent es dueño de ciertas acciones de la cantante, días después Ciara reveló su gran amor al rapero a pesar de sus tropiezos pasados, habló sobre su relación amorosa y reveló posibles colaboraciones en el futuro, después de estos sucesos se les vieron juntos en restaurantes, bares y clubes de manera muy amorosa aunque se negaron a hablar del tema. Actualmente Ciara es la novia formal, y ayudante de negocios del rapero Future.
En 2008 se le vio en una discoteca a 50 Cent con la modelo, actriz, diseñadora y cantante Paris Hilton tratándose de una forma muy amorosa, de hecho en la web hay una imagen de Paris besando en la mejilla a 50, luego de un tiempo no los vieron juntos aunque Paris confirma que tuvo una relación con Curtis, esta relación tuvo problemas luego de que en un concierto previo al Super Bowl, donde los equipos Patriots y Giants se disputarán el trofeo de la edición 42 del torneo, en el que Paris subió al escenario tratando de llevarse la atención y 50 le dijo en voz alta "Excuse me, can you get the fuck off the stage?", que en español significa "discúlpame, ¿puedes bajarte del jodido escenario?". De inmediato, los medios de comunicación que se encontraban presentes enfocaron sus cámaras a Paris Hilton, quien salió en un mar de lágrimas.
La relación más reciente de 50 Cent es con la modelo dominicana Tahiry la cual es aclamada ante los medios por su gran trasero, se les ha visto a comienzos del año 2010 de forma amorosa en varias fotos las cuales supuestamente son del set del videoclip musical "Do You Think About Me". Ambos han confirmado su amorío dejando atrás la relación con Vivica A. Fox y en el caso de Tahiry con el rapero Joe Budden.

### Asuntos legales
El 29 de junio de 1994, Jackson fue arrestado por ayudar a vender cuatro viales de cocaína a un policía encubierto. Fue arrestado de nuevo tres semanas más tarde, cuando la policía registró su casa y encontró heroína, cocaína, marihuana y cien gramos de crack, y una pistola de salida y también por boxeo clandestino. Fue condenado de tres a nueve años de prisión, pero se las arregló para servir a seis meses en un campo de entrenamiento militar, donde obtuvo su GED gracias a eso solo pasó tres años en la cárcel. 50 cent robaba armas del ejército y las vendía en las calles de Brooklyn de forma ilegal. Jackson dijo que él no hizo uso de la cocaína a sí mismo, sólo lo vendía.
50 Cent fue condenado a dos años de libertad condicional el 22 de julio de 2005 por un incidente ocurrido en mayo de 2004, cuando 50 Cent saltó a la audiencia después de ser golpeado con una botella de agua. Fue acusado de tres cargos de asalto y agresión

#### Demandas
El 21 de julio de 2007, Jackson presentó una demanda de 1.000.000 de dólares contra la empresa de publicidad Traffix Inc. de Pearl River (Nueva York) por usar su imagen en una promoción que, según él, amenaza su seguridad. Tomó conocimiento de la publicidad en Internet, luego de que uno de los miembros de su personal lo vio en una página de MySpace. Según documentos judiciales, el anuncio muestra una caricatura del rapero y el mensaje: "Dispara al rapero y gane 5000 dólares o cinco ringtones garantizados". Aunque el anuncio no hizo uso de su nombre, la imagen supuestamente tenía la intención de parecérsele. En la demanda se llamó como "vil, despreciable y de mal gusto" el uso de imágenes de 50 Cent, que "literalmente llaman a la violencia en su contra". La demanda busca daños y perjuicios y una orden judicial permanente contra el uso de su imagen sin su permiso.
En noviembre de 2009, 50 Cent ganó en una demanda contra Taco Bell en la cadena de comida rápida usando su nombre para promocionar la marca sin su permiso.

## Disputas

### "How to Rob"
50 Cent dijo que tenía la intención de que el sencillo fuese una broma, y no significase una falta de respeto a nadie. Sin embargo, una serie de raperos que se mencionaba en la canción respondieron al tema. Los comentarios realizados hacia Wu-Tang Clan fueron respondidos en el álbum de Ghostface Killah, Supreme Clientele en una canción llamada "Ghost Deini" e incluso de manera más directa en un sketch llamado "Clyde Smith", que incluía a uno de los miembros de Wu-Tang Clan hablando sobre como intentarían joder a 50, que se puede identificar como Raekwon, cuando la pista se acelera. Una supuesta canción llamada, "What the Fuck It's 50 Cent?", que circuló por la web en los comienzos de 2001 se rumoreaba que era por el Clan, pero ha demostrado ser registrado por Polite del American Cream Team (un proyecto secundario de Raekwon).
Jay-Z también reaccionó a los comentarios en el tema llamado "It's Hot (Some Like It Hot)", del álbum Vol. 3... Life and Times of S. Carter:
"Vas en contra de Jigga tu culo es denso
¿Quién carajo es 50 Cent?, yo estoy a punto del peso"
Sticky Fingaz respondió al tema con su canción "Jackin' for Beats":
"El verdadero 50 de Brooklyn dios lo bendiga, él se fue
Tú eres solo un payaso falso que hace frente y derrotan al respecto".
Big Pun responde a esta pista en su álbum Yeeeah Baby, en la canción "My Turn":
"Y al rapero 50 Cent, muy divertido - sácate esas bolas, porque en la vida real, todos sabemos que te vuelo la cabeza de mierda... Si voy a escribir una canción, será de lo que tenía que vencer a tu hijo de puta culo y que va a ser el nombre del hijo de puta: '...That's Why I Had to Beat Your Motherfucking Ass', featuring Tony Sunshine".
Kurupt respondió en la canción "Callin' Out Names":
"Ahora es el MC 50 que no es la peor mierda
Conseguirá su culo pateado 50 veces, vencido a 10 por ciento"
Wyclef Jean respondió en la canción de "Low Income", de su álbum de 2000, The Ecleftic:
"Me quedó tanta hambre que si 50 Cent llegó a robarme
él sería parte de mi caridad".
(traducción directa al español)

### Murder Inc.
Antes de firmar con Interscope, Jackson estuvo muy involucrado en una disputa muy publicitada con el rapero Ja Rule y su sello The Inc. Records. Jackson afirma que un amigo robó a Ja Rule sus joyas y que Ja Rule le acusó de su creación. Sin embargo, Ja Rule afirmó el conflicto surgió de una sesión de vídeo en Queens porque Jackson no le gustaba verlo "conseguir tanto amor" del barrio. En marzo de 2000, mientras en The Hit Factory Studio en Nueva York, Jackson tuvo un altercado con asociados a Murder Inc. El paciente fue tratado con tres puntos de sutura después de recibir una herida de arma blanca. El rapero Black Child se adjudicó la responsabilidad por el apuñalamiento, diciendo que actuó en defensa propia porque pensó que alguien tomó un arma de fuego.
Una declaración jurada por un agente del IRS sugirió que Murder Inc. tenía vínculos con Kenneth "Supreme" McGriff, un capo de la droga de Nueva York que era sospechoso de estar involucrado en el asesinato de Jam Master Jay y los disparos de Jackson.
En una entrevista con MTV, Ja Rule reconoció su derrota frente a 50 Cent y dijo que su nuevo álbum, The Mirror, no prosigue con ninguna rivalidad pasada en la que se viese envuelto. Él dijo: Hubo un montón de cosas que quería decir, y yo no quiero que haya ningún track "amargo" en el álbum. Porque no estoy amargado por todo lo que ocurrió (en los últimos años).

### Fat Joe, Nas y Jadakiss
Antes del lanzamiento de The Massacre, Jackson grabó una canción llamada "Piggy Bank", una respuesta a la canción de Ja Rule "New York", que se filtró antes del lanzamiento del álbum. La canción insulta a raperos como Fat Joe, Nas y Jadakiss. Fat Joe respondió con una canción, "My Fofo", acusando a Jackson de tomar esteroides escondido en su casa, y estar celoso de Game. Jadakiss también respondió con una canción, "Checkmate", y dijo que Jackson estaba tratando de "crear expectación para su nuevo álbum". El video musical de "Piggy Bank" retrata caricaturas animadas de Jadakiss (como las tortugas Ninja), Fat Joe (como King Hippo de Mike Tyson Punch-Out), Nas (como un niño persiguiendo a un camión de "batidos" vestido de Superman) y The Game (como Mr. Potato Head). También insulta a todos en la versión tiraera de su sencillo "Window Shopper". Kelis, la esposa de Nas, respondió a la canción en su sencillo "Bossy". Nas respondió más adelante con "No Body Ya Self (MC Burial)". Nas más tarde respondió a 50 en la canción "Street Ridaz" la cual aparece en el mixtape de The Game Brake Lights.

### Sean Combs
Jackson habló negativamente del magnate de Bad Boy Entertainment, Sean "Diddy" Combs y grabó una canción, "Hip-Hop", que revela las razones detrás de sus sentimientos negativos: en primer lugar, una disputa contractual sobre Mase. En la canción, dio a entender que Diddy sabía sobre el asesinato de The Notorious B.I.G. y lo amenazó con exponer a través de antiguos socios. La disputa se resolvió, cuando los dos raperos aparecen en MTV, TRL y Sucker Free, respectivamente, indicando que no tiene problemas por el momento. La disputa reavivó en 2010 con 50, diciendo que la música de Diddy "apesta", Diddy ignoró estos comentarios.

### Cam'ron
El 1 de febrero de 2007, Cam'ron y Jackson tuvieron una discusión en vivo en The Angie Martinez Show de radio en Hot 97. Jackson comentó que Koch Entertainment era un "cementerio", es decir, los grandes sellos no iba a funcionar con si no trabajaban con sus artistas. Cam'ron entonces ridiculizó a los récord de ventas de los miembros de G-Unit Lloyd Banks y Mobb Deep diciendo que Jim Jones vendió su álbumes a pesar de firmar con un sello independiente y que su grupo, The Diplomats, habían hecho un acuerdo de distribución de varias marcas. Ambos raperos lanzaron canciones "diss" con videos en YouTube. Jackson alega en "Funeral Music" que Cam'ron ya no es capaz de llevar a The Diplomatics y que Jim Jones debe tomar su lugar. Cam'ron respondió con "Curtis" y "Curtis Pt. II", en el que se burla de la apariencia de Jackson, llamándolo "un gorila, con dientes de conejo". Jackson respondió con el lanzamiento de "Hold On" con Young Buck.

### Game
Antes de que Game lanzara su álbum debut The Documentary, que pronto se convirtió en un desacuerdo. Después de su lanzamiento, Jackson sintió que Game fue desleal por decir que él no quería participar en las peleas de G-Unit con otros raperos y que tampoco tenía ganas de trabajar con artistas que estaban metidos en estas peleas. También afirmó que escribió seis canciones en el álbum y no recibió crédito debido a su trabajo.

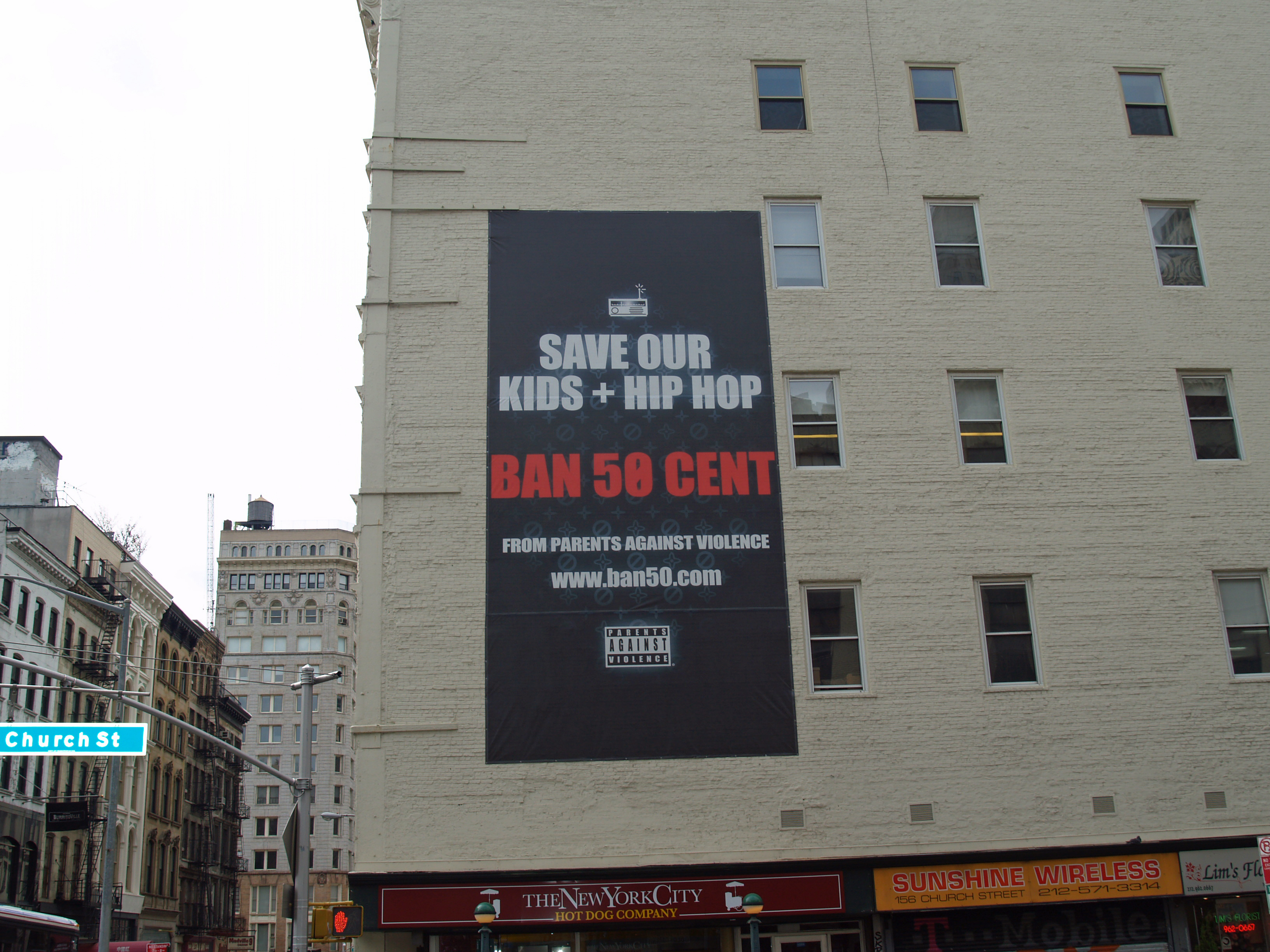
Anuncio anti-50 Cent en Tribeca.

Más tarde Jackson despidió a Game de G-Unit en la radio Hot 97. Tras el anuncio, Game, quien fue invitado a principios de la noche, intentó entrar en el edificio con su entorno. Después de ser negada la entrada, uno de sus compañeros recibió un disparo en la pierna durante un enfrentamiento con un grupo de hombres saliendo del edificio. Cuando la situación se agravó, ambos raperos celebraron una conferencia de prensa para anunciar su reconciliación. Los fanes tenían sentimientos encontrados en cuanto a si los raperos crearon un truco publicitario para aumentar las ventas de los álbumes que acababan de lanzar. Sin embargo, incluso después de que la situación, G-Unit criticó la supuesta "credibilidad en la calle" de Game. El grupo denunció a Game y anunció que no se presentará sus colaboraciones en sus futuros álbumes. Durante una presentación en un Summer Jam, Game lanzó un boicot en contra de G-Unit llamado G-Unot.
Después de la actuación en el Summer Jam, The Game respondió con "300 Bars & Runnin'", una tiraera dirigida tanto a G-Unit Records, así como a los miembros de Roc-A-Fella Records en el mixtape You Know What It Is Vol. 3. Jackson respondió a través del video musical de "Piggy Bank", que incluye a Game como un Mr. Potato Head y también parodia a otros rivales. Desde entonces, ambos grupos continuaron atacando al otro. Game ha lanzado dos mixtapes más: Ghost Unit y el mixtape/DVD llamado Stop Snitchin, Stop Lyin.
Jackson publicó una versión de la cabeza de Game en el cuerpo de un stripper para el mixtape G-Unit Radio Part 21: Hate It or Love It, como una respuesta Game al mostrar imágenes de G-Unit vestidos de Village People. A pesar de que se firmó para Aftermath Entertainment, Game dejó el sello y firmó con Geffen Records para terminar sus obligaciones contractuales con G-Unit.
Spider Loc (miembro de G-Unit) también había comenzado a insultar a Game en varias canciones. Además, Game lanzó "240 Bars (Spider Joke)" y "100 Bars (The Funeral)", tanto atacando G-Unit y Spider Loc, entre otros. La respuesta de Jackson fue "No Rich, Still Lyin'", donde se burla de The Game. Lloyd Banks respondió a Game en una sesión de estilo libre de Rap City. Game, lanzó rápidamente un disco-tiraera llamado "SoundScan", donde Game se burla del álbum Rotten Apple de Lloyd Banks. Banks respondió en su mixtape Mo Money in the Bank: Gangreen Season Continues con una canción llamada "Showtime (The Game's Over)". Lloyd Banks dice que Jackson escribió la mitad del álbum debut de The Game, The Documentary y se burla de los pensamientos suicidas de The Game.
En octubre de 2006, The Game extendió un tratado de paz con Jackson, que no fue inmediatamente respondido. Sin embargo, un par de días más tarde, en Power 106, señala que el tratado fue ofrecido solamente por un día. En álbum de The Game, Doctor's Advocate, afirma que la pelea ha terminado en algunas de las canciones.
En julio de 2009, Game dijo que la tiraera fue "aplastada" con la ayuda de Michael Jackson y Diddy, y se disculpó por sus acciones durante la tiraera. Tony Yayo dijo que ni Jackson (50 Cent) o G-Unit se aceptarían sus disculpas. Desde entonces, Game continuó con su campaña "G-Unot" en los conciertos. Jackson publicó "So Disrespectful", una canción incluida en Before I Self Destruct en la cual insulta a Jay-Z, Game y Young Buck. Game más tarde respondió con la canción "Shake", burlándose del video musical del sencillo "Candy Shop" de 50. Game también se mete con G-Unit varias veces en la canción "400 Bars".
En septiembre de 2011, 50 Cent le faltó el respeto a Game en la canción "Love, Hate, Love (Hate It or Love It Pt.II)", en el que respondió a Game en su cuenta de Twitter, diciendo que iba a volver a tirarle después de que su gira termine: "Estoy de gira con las actuaciones, pero tan pronto como me encuentren un estudio para mí, estaré matando al negro cara de culo salido del planeta de los simios", en referencia a Game.

### Rick Ross
En enero de 2009, Rick Ross empezó una disputa con 50 Cent, porque supuestamente lo miró de forma irrespetuosa en una ceremonia de premios. Sin embargo, Jackson dijo a fuentes de noticias que "ni siquiera recuerdo haber visto a Rick Ross allí". A finales de enero, una pista titulada "Mafia Music" de Rick Ross, se filtró en Internet. Había varias líneas que parecen dirigidas a Jackson. Días más tarde, Jackson publicó "Officer Ricky (Go Head, Try Me)" en respuesta a comentarios de Rick Ross en su canción "Mafia Music". Al día siguiente, Rick Ross apareció en Shade 45, y le dijo a Jackson para mejorar las cosas en las siguientes 24 horas.
Antes de ir a Venezuela, Jackson subió un video titulado "Warning Shots", donde advierte Rick Ross: "Voy a volver tu vida una mierda por diversión". Además, Jackson lanzó la primera de varias series de dibujos animados titulada "Officer Ricky". A principios de febrero, Jackson, una vez más hizo un vídeo que sube a YouTube, donde entrevista a "Tia", la madre de uno de los hijos de Rick Ross. Ella verifica la condición de funcionario de prisiones y asegura que el personaje de Rick Rodd es todo falso y fraudulento. El Jueves, 5 de febrero de 2009, Game, afirma que Jackson tiene una larga data de "tiraeras" con el llamado KUBE de la estación de radio Seattle 93. Cuando se le preguntó acerca de la tiraera entre Jackson y Rick Ross, The Game se puso del lado de Jackson diciendo que las cosas no pintan bien para Rick Ross. Sin embargo, se ofreció a ayudar a Rick Ross a salir de esta situación.
En su álbum Deeper Than Rap, Ross hace referencias a Jackson en la canción "Cold Blood". Un vídeo de la canción fue lanzado retratando el simulacro del funeral de Jackson. Tras su liberación, Ross dijo que él finalizó la carrera de Jackson.
En una entrevista, Jackson dijo: "¿Rick Ross es Albert De CB4? ¿Alguna vez has visto la película?, él es Albert". Añadió: "Nunca se pone peor que esto. Usted obtiene un tipo que era un funcionario de prisiones, salió de la cárcel y basó toda su carrera y su material de escritura desde la perspectiva de un traficante de drogas, tales como 'Freeway'".

### Lil Wayne
Después de escuchar que Lil Wayne había escrito un beef para él, 50 Cent hizo algunos comentarios poco amables, atacó a Wayne primero el 17 de agosto de 2007 con la canción "Part Time Lover". Wayne nunca respondió realmente a esta canción a pesar de que 50 lanzara una pista llamada "Louisianimal" mucho más tarde el 17 de noviembre de 2008. 50 le respondió a Lil Wayne en enero de 2009 en una canción titulada "Play This on the Radio". A partir del 14 de agosto de 2009, la controversia entre 50 Cent y Lil Wayne parece haber terminado después de que 50 Cent apareció y actuó en los America's Most Wanted Musical Festival en Anaheim (California).
Luego, supuestamente se retomó este pleito cuando en septiembre del 2011 Fif lanzó el tema promocional "Love, Hate, Love (Hate It or Love It Pt. II)" para su nueva línea de auriculares SMS by 50, en el que insulta a Game y a Lil Wayne. La disputa dio fin cuando ambos aparecieron junto a Justin Bieber y Floyd Mayweather Jr. durante una encuentro de boxeo del anterior nombrado.
El pleito entre Curtis y Wayne terminó tornando en amistad, cuando se publicaron unos tweets de 50 apoyando a Lil Wayne luego de que este sufriera un doble ataque epiléptico.

### Young Buck
Después de numerosos rumores de un supuesto problema con G-Unit, Jackson despidió oficialmente de Young Buck del grupo en 2008. Más tarde aseguró que el sigue todavía firmado con la disquera. Se lanzaron numerosas canciones calumniadoras en el Internet por parte de ambos bandos, por parte de Young Buck, aparece un video musical con su exrival Game. Jackson se filtró una conversación telefónica grabada entre él y Young Buck, que mostró una de las verdaderas razones de la pelea entre ambos bandos, supuestamente Jackson le debía dinero al rapero del sur. Young Buck indicó más adelante la conversación se llevó a cabo más de un año antes de la fuga. Los dos bandos se han lanzado desde entonces una multitud de canciones uno contra el otro, con la disputa de establecerse en 2009, con Young Buck indicando que ha estado trabajando en su última álbum bajo el sello G-Unit, que aún no se ha publicado.

## Estilo e influencias
Aunque el estilo musical de 50 se le conozca y se le defina como hip hop, también tiene una fuerte influencia de gangsta rap. Sus influencias son muchos artistas, entre los que se encuentran: Tech N9ne, Snoop Dogg, Rakim, Big Daddy Kane, Notorious B.I.G., Ice-T, Tupac Shakur, Tha Dogg Pound, Will Smith, Xzibit, Eazy-E, The Psycho Realm, KRS-One, Busta Rhymes, Nas, Gang Starr, Redman, Three 6 Mafia, DMX, Beastie Boys, Geto Boys, Big L, Ludacris, Big Pun, Cypress Hill, Fat Joe, Kool G Rap, The Pharcyde, OutKast, Esham, Jay-Z, Eminem, Schoolly D, LL Cool J, Ice Cube, Run D.M.C, Wu-Tang Clan, Dr Dre, Naughty by Nature, Public Enemy, Bone Thugs-n-Harmony, Westside Connection, y N.W.A.

## Producción musical
Él, junto con su descubridor Eminem y el prestigioso Dr. Dre, pusieron manos a la obra y, luego de varios meses de grabación, colocaron a 50 Cent en la cima con el lanzamiento internacional en el 2003 de Get Rich or Die Tryin', un disco combativo que, ya desde la misma portada generó polémica. Meses más tarde, con el álbum inamovible en los primeros puestos de las listas, 50 Cent volvió a ser noticia gracias a que el FBI lo encarceló por posesión de armas.
The Massacre, su álbum de 2005, lo catapultó a la cima de todas las listas. En marzo de 2005, 50 Cent tenía el primer puesto del ranking de álbumes, el de simples, y otros dos temas en el top 5 de la misma lista. Un éxito sin precedentes que evoca a la locura por los Beatles en los años de 1960. En el 2007 regresó con Curtis, disco en el que Justin Timberlake y Eminem figuran como los invitados más destacados. Su último disco Before I Self Destruct ha sido ya número uno en las listas de ventas de iTunes.
50 volvió al ruedo de la producción musical, esta vez con un caso particular, el álbum del difunto rapero Pop Smoke, llamado Shoot For The Stars Aim For The Moon.
Curtis se tomó personal la producción y lanzamiento del álbum ya que Pop fue relacionado con él y lo tuvo de referencia musical desde que comenzó su carrera, mismo, muchos fanáticos decían que Pop era su reencarnación viviente.
El álbum se estrenó el 3 de julio de 2020.

## Discografía
| Álbumes de estudio | Álbumes de estudio         |
| Año                | Título                     |
| ------------------ | -------------------------- |
| 2003               | Get Rich or Die Tryin'     |
| 2005               | The Massacre               |
| 2007               | Curtis                     |
| 2009               | Before I Self Destruct     |
| 2014               | Animal Ambition            |
| Con G-Unit         |                            |
| Año                | Título                     |
| 2003               | Beg for Mercy              |
| 2008               | T·O·S (Terminate on Sight) |
| 2014               | The Beauty of Independence |
| 2015               | The Beast Is G-Unit        |

## Filmografía

### Películas
| Año  | Título                            | Papel         | Notas                        |
| ---- | --------------------------------- | ------------- | ---------------------------- |
| 2005 | Get Rich or Die Tryin'            | Marcus        | Película debut               |
| 2006 | Home of the Brave                 | Jamal Aiken   | Actor de reparto             |
| 2008 | Righteous Kill                    | Spider        | Actor de reparto             |
| 2009 | Before I Self Destruct            | Clarence      | Actor de reparto             |
| 2009 | Streets of Blood                  | Stan Johnson  |                              |
| 2009 | Dead Man Running                  | Thigo         |                              |
| 2010 | Caught in the Crossfire           | Tino          | Productor ejecutivo          |
| 2010 | 13                                | Jimmy         |                              |
| 2010 | Gun                               | Rich          |                              |
| 2010 | Twelve                            | Lionel        | Actor de reparto             |
| 2010 | Morning Glory                     | El mismo      |                              |
| 2011 | Vengeance                         | Black         |                              |
| 2011 | Blood Out                         | Hardwick      |                              |
| 2011 | Setup                             | Sonny         | Protagonista                 |
| 2011 | All Things Fall Apart             | Deon          |                              |
| 2012 | Freelancers                       | Malo          |                              |
| 2012 | Fire with Fire                    | Lamar         | Productor                    |
| 2013 | Plan de escape                    | Hush          |                              |
| 2013 | Last Vegas                        | El mismo      |                              |
| 2013 | The Frozen Ground                 | Clate Johnson | Productor y actor de reparto |
| 2014 | The Prince                        | El Farmacia   |                              |
| 2015 | Spy                               | El mismo      |                              |
| 2015 | Southpaw                          | Jordan Mains  | Actor de reparto             |
| 2018 | Den of Thieves                    | Levi          |                              |
| 2018 | Escape Plan 2: Hades              | Hush          |                              |
| 2019 | Plan de escape 3: Los extractores | Hush          |                              |
| 2022 | Minions: Nace un Villano          | Richard       |                              |
| 2023 | Expend4bles                       | Easy Day      |                              |
| 2024 | Boneyard                          | Jefe Carter   |                              |
| 2026 | Street Fighter                    | Balrog        |                              |

### Televisión
| Año  | Título                           | Papel       | Notas                                           |
| ---- | -------------------------------- | ----------- | ----------------------------------------------- |
| 2005 | Los Simpson                      | El mismo    | Episodio: "Pranksta Rap"                        |
| 2008 | 50 Cent: The Money and the Power | El mismo    | Episodio: "Choose Your Crew Wisely"             |
| 2009 | Entourage                        | El mismo    | Episodio: "One Car, Two Car, Red Car, Blue Car" |
| 2013 | Robot Chicken                    | El mismo    | Episodio: "Eaten by Cats"                       |
| 2014 | Power                            | Kanan Stark | Recurrente (T1-2), Protagonista (T3-6)          |
| 2021 | Power Book II: Ghost             | Kanan Stark | Recurrente (T2)                                 |

### Videojuegos
| Año  | Título                         | Papel     | Notas        |
| ---- | ------------------------------ | --------- | ------------ |
| 2005 | 50 Cent: Bulletproof           | El mismo  | Actor de voz |
| 2009 | 50 Cent: Blood on the Sand     | El mismo  | Actor de voz |
| 2009 | Call of Duty: Modern Warfare 2 | Navy SEAL | Actor de voz |
| TBA  | 50 Cent: Los Angeles           | El mismo  | Actor de voz |